# Aeroporto di Port Gentil
L'Aeroporto di Port Gentil (IATA: POG, ICAO: FOOG) (in francese: Aéroport de Port Gentil) è un aeroporto gabonese situato nella parte centro occidentale del Gabon, nella Provincia di Ogooué-Maritime, sul Golfo di Guinea, a 4 km a ovest nord ovest di Port Gentil, capitale economica del Paese.
La struttura è dotata di una pista di asfalto e bitume lunga 2600 m e larga 45 m, l'altitudine è di 4 m, l'orientamento della pista è RWY 03-21 ed è aperta al traffico commerciale dall'alba al tramonto.